# Somatina morata
Somatina morata är en fjärilsart som beskrevs av Louis Beethoven Prout 1938. Somatina morata ingår i släktet Somatina och familjen mätare. Inga underarter finns listade i Catalogue of Life.